# Vandtårnet i Hald Ege
Vandtårnet i Hald Ege er et tidligere vandtårn beliggende i Hald Ege ved Viborg. Tårnet er opført i 1925 og tegnet af arkitekten Søren Vig-Nielsen, der virkede i Viborg og omegn.

## Historie
Da det tidligere Viborg Amt afviklede sine fredskovsarealer, overtog Skov- og naturstyrelsen også området, hvor vandtårnet er placeret, og i samme ombæring både tårnet og det tilhørende pumpehus. Tårnet og pumpehuset udlejes fra 2010 til henholdsvis foreningen Vandtårnets Venner (stiftet i 2002) og den lokale grundejerforening til opbevaring af snerydningsmateriel med mere.

## Kultur
Et vartegn for byen er, hvad vandtårnet er. Blandt andet pryder en grov skitse det lokale blad Hald Vind, og da byens forsamlingshus skulle have et kunstværk, bestilte Hald Ege Grundejerforening et værk, hvor vandtårnet skulle indgå.
Foreningen Vandtårnets Venner, som forsøger at holde liv i vandtårnet, skal blandt andet arrangere aktiviteter i tårnet, men har hidtil været hæmmet af TDCs mobiludstyr, som har været bevaret i tårnets bund.
Ved siden af tårnet ligger et ungdomskollegium, hvis navn, Tårnly, er inspireret af beliggenheden ved vandtårnet.